# Saint-Mélany
Saint-Mélany est une commune française située dans le département de l'Ardèche, en région Auvergne-Rhône-Alpes, dans la région naturelle des Cévennes.
Ses habitants sont appelés les Saint-Mélaniens.

## Géographie

### Situation et description
Saint-Mélany fait partie du parc naturel régional des Monts d'Ardèche, dans les Hautes Cévennes. C'est un village de montagne surplombant de 150 m les gorges de la Drobie (la rivière est à 300 m d'altitude). Il s'accroche au flanc sud de la Serre de la Croix, qui culmine à 752 m d'altitude.
Le paysage est constitué de terrasses (faïsses) jadis cultivées de vignes, d'oliviers de châtaigniers et, depuis le début du XVIIIe siècle, de mûriers.

### Communes limitrophes
Les communes limitrophes sont Beaumont, Dompnac, Sablières et Saint-André-Lachamp.

### Géologie et relief
Le relief est dominé par la Serre de la Croix (752 m d'altitude) et à l'est le Belvezet (732 m d'altitude). Le Belvezet forme le premier mont d'une crête qui remonte vers le nord jusqu'à 916 m d'altitude.

### Hydrographie

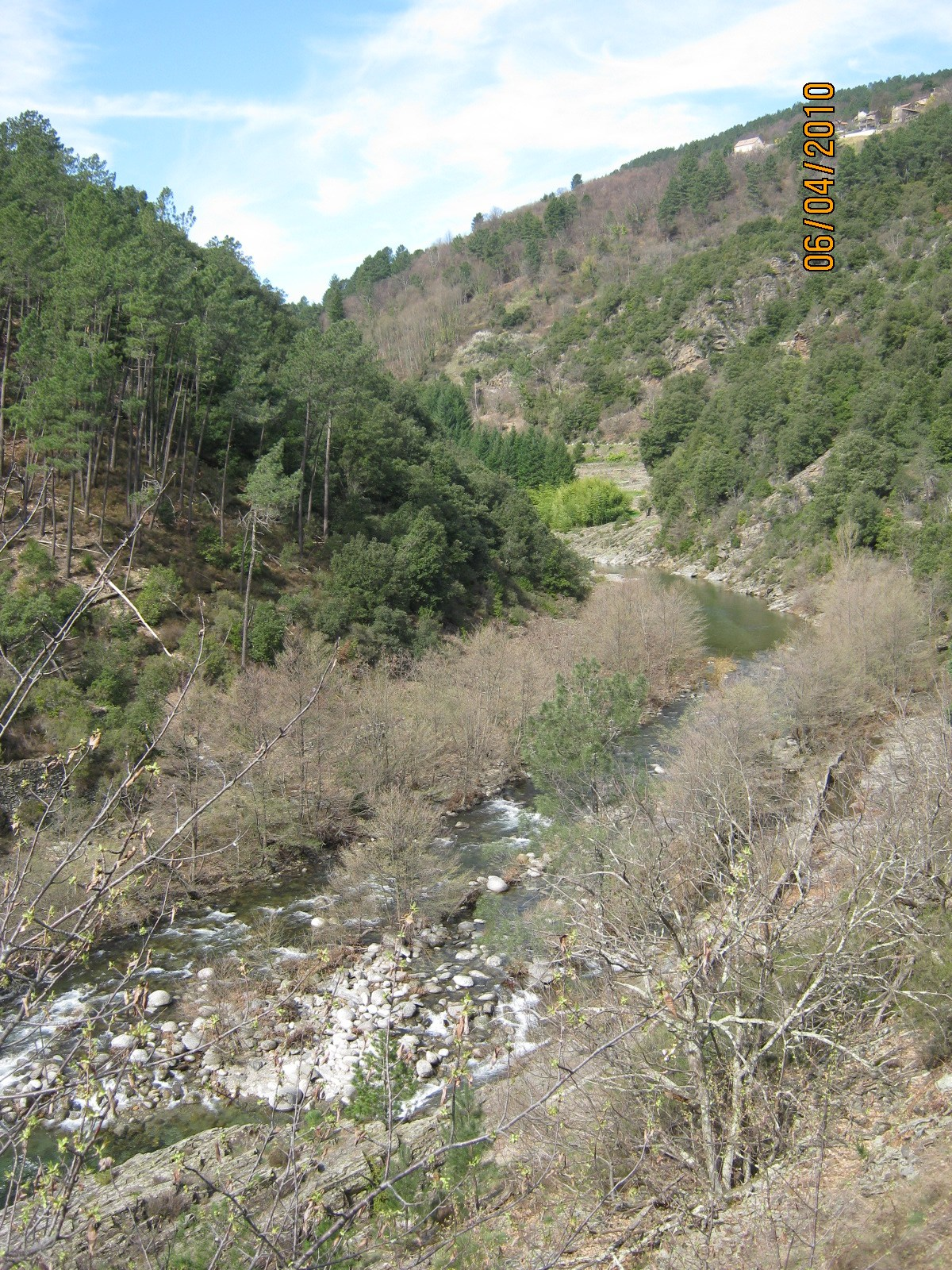
La Drobie à Saint-Mélany

La commune est limitée au sud par la Drobie et au sud-ouest par son affluent le ruisseau de Sueille.
La Drobie, sous-affluent de la rivière Ardèche car affluent de la Beaume, forme la limite sud de la commune avec Sablières puis avec Saint-André-Lachamp. Elle suit une direction ouest-est, coulant vers la Beaume qu'elle rejoint sur le territoire de Beaumont, la commune voisine. Ses trois affluents coulant sur la commune confluent sur sa rive gauche. D'amont en aval on les rencontre dans l'ordre suivant.
Le ruisseau de Sueille, qui prend source sur la commune voisine Dompnac au nord-ouest, descend vers le sud en longeant le flanc ouest de la Serre de la Croix et forme la limite ouest de la commune.
Le ruisseau de Pourcharesse, qui prend le nom de ruisseau du Fraysse aux abords de Pourcharesse, descend vers le sud en longeant le flanc est de la Serre de la Croix. Il traverse la commune par son milieu. Il a plusieurs affluents, dont :
le ruisseau de l'Ubac (rg), 1,6 km sur les communes de Dompnac (source) et Saint-Mélany (confluence) ;
le ruisseau de Bolze (rg), 3,5 km sur les communes de Saint-Mélany (source) et Beaumont (confluence) ;
le Rieu (rg), 1,3 km sur la commune de Saint-Mélany.
Le ruisseau de Chamblat forme la limite e de la commune avec Beaumont.
Rivière cévenole typiquement soumise au régime pluvial de la région, la Drobie, comme la Beaume, l'Ardèche ou le Chassezac, présente des fluctuations saisonnières de débit très notables avec des hautes eaux d'automne-hiver, prolongées au printemps par la fonte des neiges et les pluies, et suivies d'une baisse rapide du débit aboutissant à une courte période d'étiage en juillet-août.
Les crues peuvent être extrêmement importantes, amenant les épisodes cévenols.

### Climat
Pour des articles plus généraux, voir Climat d'Auvergne-Rhône-Alpes et Climat de l'Ardèche.
En 2010, le climat de la commune est de type climat méditerranéen franc, selon une étude du CNRS s'appuyant sur une série de données couvrant la période 1971-2000. En 2020, Météo-France publie une typologie des climats de la France métropolitaine dans laquelle la commune est exposée à un climat de montagne ou de marges de montagne et est dans une zone de transition entre les régions climatiques « Provence, Languedoc-Roussillon » et « Sud-est du Massif Central ». 
Pour la période 1971-2000, la température annuelle moyenne est de 11,8 °C, avec une amplitude thermique annuelle de 16,7 °C. Le cumul annuel moyen de précipitations est de 1 724 mm, avec 8,7 jours de précipitations en janvier et 4,8 jours en juillet. Pour la période 1991-2020, la température moyenne annuelle observée sur la station météorologique de Météo-France la plus proche, « Sablières Oara », sur la commune de Sablières à 3 km à vol d'oiseau, est de 13,9 °C et le cumul annuel moyen de précipitations est de 1 787,2 mm,. Pour l'avenir, les paramètres climatiques de la commune estimés pour 2050 selon différents scénarios d'émission de gaz à effet de serre sont consultables sur un site dédié publié par Météo-France en novembre 2022.

### Voies de communication
Le territoire communal est desservi par la RD 420, une route pratiquement en boucle : cette petite départementale part de la D 220 qui longe la Drobie et la limite sud de la commune, et remonte vers le nord par le flanc Est de la Serre de la Croix pour desservir Saint-Mélany et, plus au nord, Pourcharesse, Le Chambon et Dompnac avant de revenir sur la D 220 à 600 mètres à l'ouest de son point de départ (mais à 1,6 km par la route).

### Lieux-dits et hameaux
Les lieux-dits suivis d'une astérisque sont situés à l'écart de la route indiquée.
A
- L'Adreyt*,             D420

B
- Balazuc*,              Rte du Charnier
- Bastidon*,             D420
- La Brousse,            D220
- Buissière*,            D420

C
- Le Chambon*,           D420
- Le Charnier,           Rte du Charnier
- Le Cheylas*,           Rte du Charnier
- La Coste*,             D420

E
- L'Elzet,               Rte du Charnier
- L'Elzière*,            D420

F
- Les Fabres*,           D420

L
- Lespérière,            Chmin de Lespérière
- Liscou,                Rte du Charnier

M
- La Mate,               D420
- Miaille,               D220
- Le Monastier,          D420
- Le Moulin de la Brousse*, D220
- Moulin Mègue*,         D220

S
- Séraillon*,            D220
- Sueille,               D220
- Haute Sueille,         D420

T
- Le Travers,            D220

V
- Le Vernet*,            D420
- Le Villard*,           D420

Il n'y a aucun hameau ou lieu-dit construit sur le versant plein ouest de la Serre de la Croix.

## Urbanisme

### Typologie
Au 1er janvier 2024, Saint-Mélany est catégorisée commune rurale à habitat très dispersé, selon la nouvelle grille communale de densité à 7 niveaux définie par l'Insee en 2022.
Elle est située hors unité urbaine et hors attraction des villes,.

### Occupation des sols

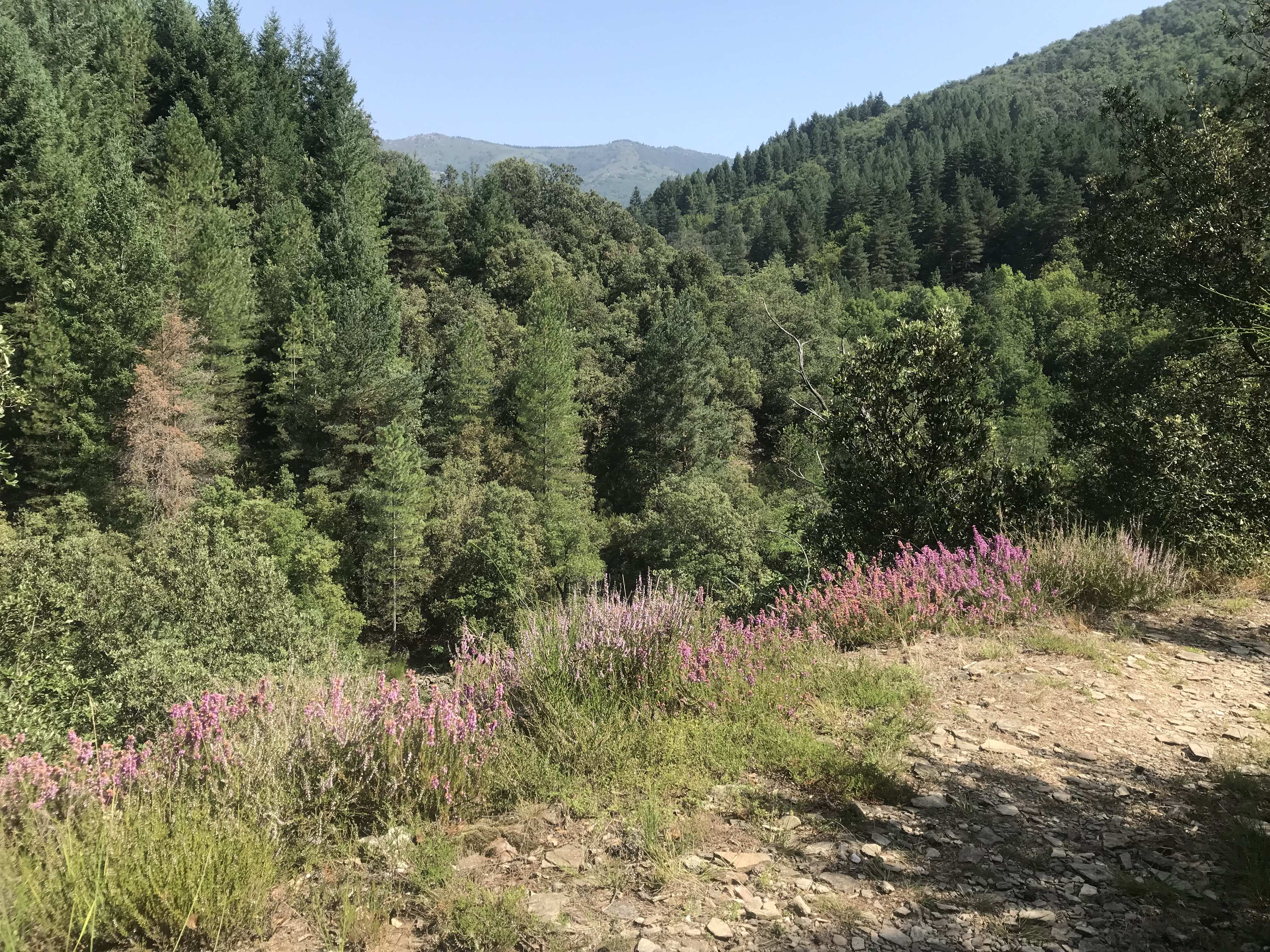
Forêt autour de Saint-Melany.

L'occupation des sols de la commune, telle qu'elle ressort de la base de données européenne d’occupation biophysique des sols Corine Land Cover (CLC), est marquée par l'importance des forêts et milieux semi-naturels (100 % en 2018), une proportion identique à celle de 1990 (100 %). La répartition détaillée en 2018 est la suivante : 
forêts (74,2 %), milieux à végétation arbustive et/ou herbacée (25,8 %).
L'évolution de l’occupation des sols de la commune et de ses infrastructures peut être observée sur les différentes représentations cartographiques du territoire : la carte de Cassini (XVIIIe siècle), la carte d'état-major (1820-1866) et les cartes ou photos aériennes de l'IGN pour la période actuelle (1950 à aujourd'hui).

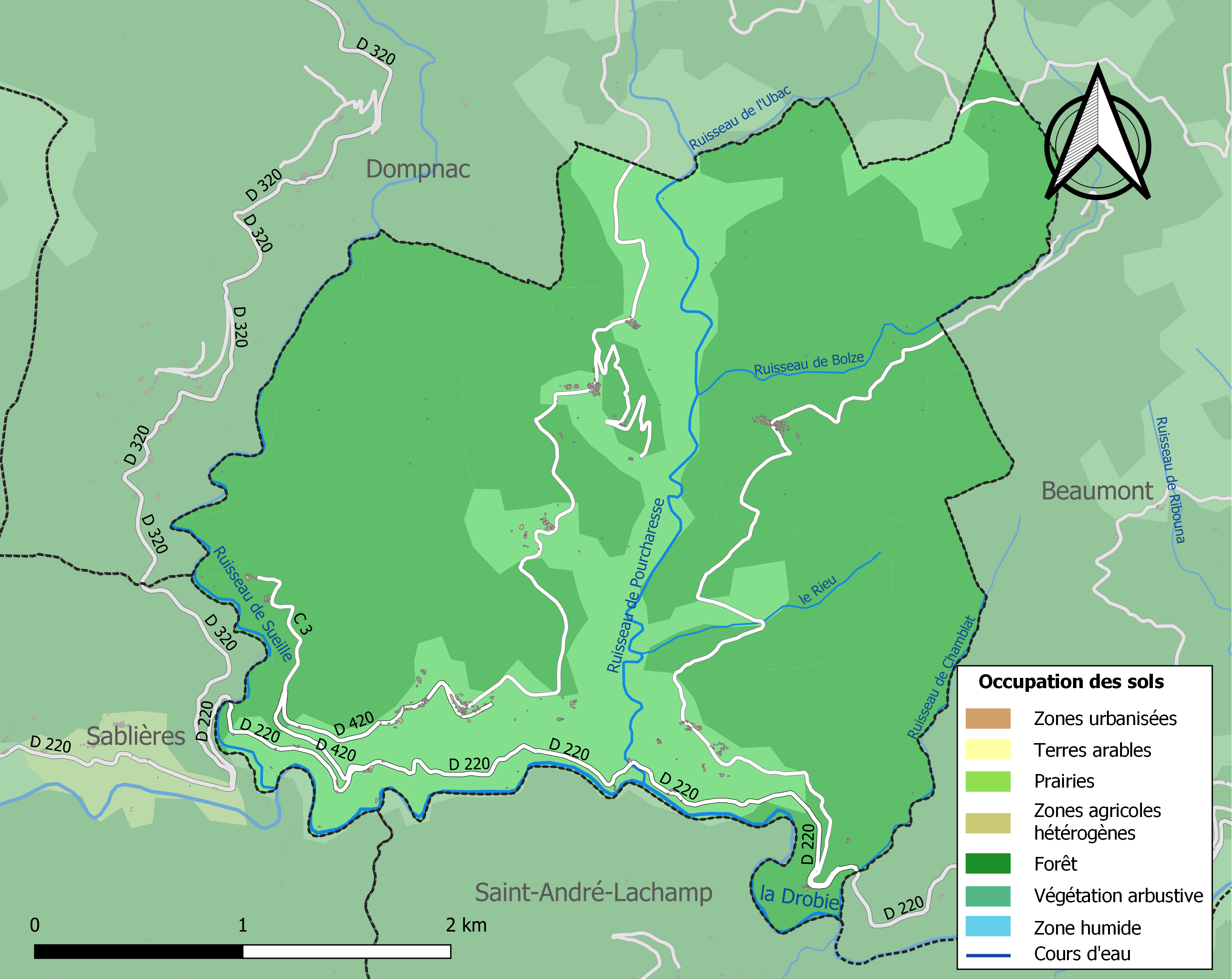
Carte des infrastructures et de l'occupation des sols de la commune en 2018 (CLC).

## Histoire
En 1834, 80 % des propriétés couvraient chacune de 3 à 4 ha en moyenne. Une exploitation typique comprenait 1 ha de lande, moins de 1 ha de châtaigniers, 15 ares de vigne et 75 ares de labour et de prairies plantées de mûriers produisant environ 25 de cocons de vers à soie. Le tout, additionné d'un porc, une chèvre et quelques poules et moutons, nourrissait une famille dont la taille à l'époque tournait autour de 6 à 8 personnes. L'argent ne provenait que de quelques hectolitres de vin et des cocons de soie, revenus précaires car sujets à de nombreux aléas ; une mauvaise révolte compromettait gravement le budget de la maisonnée. L'exode saisonnier était donc très courant, qui apportait le complément d'argent nécessaire aux dépenses des foyers. En effet il fallait désintéresser les nombreux cohéritiers et le prix de la terre était élevé pour des parcelles certes petites mais recherchées par autant de gens.

Car à l'époque les Hautes Cévennes sont plus peuplées que les plaines des Basses Cévennes, peut-être grâce à la présence du châtaignier dans les hauteurs où il se plaît mieux. Dans les plaines plus basses, c'est le développement du mûrier dès le début du XVIIIe siècle qui a accompagné la croissance démographique commencée au XVIIe siècle. 

Mais dans les années 1850 viennent les crises conjugées du ver à soie et de l'oïdium de la vigne. Commence le dépeuplement de ces zones rurales qui perdent 8 à 10 % de leur population en 5 ans (1856-1861). Fin des années 1870, c'est le phylloxéra qui en 10 ans enlève environ 13 % de la population du sud vivarois ; entre ces deux catastrophes, l'émigration avait ralenti mais non cessé, un épanchement tel que 100 ans après le pic de 1850 Saint-Mélany a perdu 80 % de sa population.
Sur le ruisseau de Pourcharesse, en limite de commune avec Dompnac, l'Ancien Moulin de Grimal témoigne d'un passé de meunerie jusque dans le haut de cette vallée.

## Politique et administration

### Tendances politiques et résultats
Saint-Melany fait partie de la communauté de communes du Pays Beaume-Drobie.

### Administration municipale
Le syndicat des rivières Beaume et Drobie, créé en 1984, s'occupe de la gestion durable et équilibrée de la ressource en eau et des milieux aquatiques» sur les communes de Beaumont, Dompnac, Joyeuse, Labeaume, Laboule, Planzolles, Ribes, Rocles, Rosières, Sablières, Saint-André Lachamp, Saint-Mélany, Sanilhac, Valgorge et Vernon.

### Liste des maires
| Période                                  | Période  | Identité        | Étiquette | Qualité                |
| ---------------------------------------- | -------- | --------------- | --------- | ---------------------- |
| 1994                                     | mai 2020 | Marc Minetto    |           | Agriculteur exploitant |
| mai 2020                                 | en cours | Lorraine Chenot |           | Ancienne Cadre         |
| Les données manquantes sont à compléter. |          |                 |           |                        |

### Politique environnementale
La commune est depuis 2007, date de l'accord préfectoral pour la première demande de permis de construire, en conflit avec la société Valeco Eole qui veut implanter des éoliennes sur son territoire le long des lignes de crête. Le préfet d'Ardèche a le 5 mai 2010 signé le deuxième permis de construire pour 9 éoliennes et un poste de livraison.

## Population et société

### Démographie
L'évolution du nombre d'habitants est connue à travers les recensements de la population effectués dans la commune depuis 1793. Pour les communes de moins de 10 000 habitants, une enquête de recensement portant sur toute la population est réalisée tous les cinq ans, les populations de référence des années intermédiaires étant quant à elles estimées par interpolation ou extrapolation. Pour la commune, le premier recensement exhaustif entrant dans le cadre du nouveau dispositif a été réalisé en 2008.

En 2022, la commune comptait 107 habitants, en évolution de −8,55 % par rapport à 2016 (Ardèche : +2,48 %, France hors Mayotte : +2,11 %).
| 1793 | 1800 | 1806 | 1821 | 1831 | 1836 | 1841 | 1846 | 1851 |
| ---- | ---- | ---- | ---- | ---- | ---- | ---- | ---- | ---- |
| 640  | 640  | 680  | 704  | 790  | 839  | 805  | 866  | 827  |

| 1856 | 1861 | 1866 | 1872 | 1876 | 1881 | 1886 | 1891 | 1896 |
| ---- | ---- | ---- | ---- | ---- | ---- | ---- | ---- | ---- |
| 770  | 638  | 673  | 656  | 647  | 607  | 691  | 630  | 609  |

| 1901 | 1906 | 1911 | 1921 | 1926 | 1931 | 1936 | 1946 | 1954 |
| ---- | ---- | ---- | ---- | ---- | ---- | ---- | ---- | ---- |
| 579  | 538  | 505  | 401  | 361  | 293  | 285  | 229  | 178  |

| 1962 | 1968 | 1975 | 1982 | 1990 | 1999 | 2006 | 2008 | 2013 |
| ---- | ---- | ---- | ---- | ---- | ---- | ---- | ---- | ---- |
| 129  | 78   | 70   | 96   | 98   | 119  | 124  | 126  | 117  |

| 2018 | 2022 | - | - | - | - | - | - | - |
| ---- | ---- | - | - | - | - | - | - | - |
| 106  | 107  | - | - | - | - | - | - | - |

### Enseignement
La commune est rattachée à l'académie de Grenoble.

### Médias
La commune est située dans la zone de distribution de deux organes locaux de la presse écrite :
- L'Hebdo de l'Ardèche

Il s'agit d'un journal hebdomadaire français basé à Valence et couvrant l'actualité de tout le département de l'Ardèche.
- Le Dauphiné libéré

Il s'agit d'un journal quotidien de la presse écrite française régionale distribué dans la plupart des départements de l'ancienne région Rhône-Alpes, notamment l'Ardèche. La commune est située dans la zone d'édition d'Aubenas et Privas-Vallée du Rhône.
Ici Drôme Ardèche est la radio publique locale couvrant le territoire de la commune et de l’ensemble du département.

## Culture locale et patrimoine

### Lieux et monuments
- Sentiers des Lauzes à Saint-Melany.Chapelle Saint-Régis.

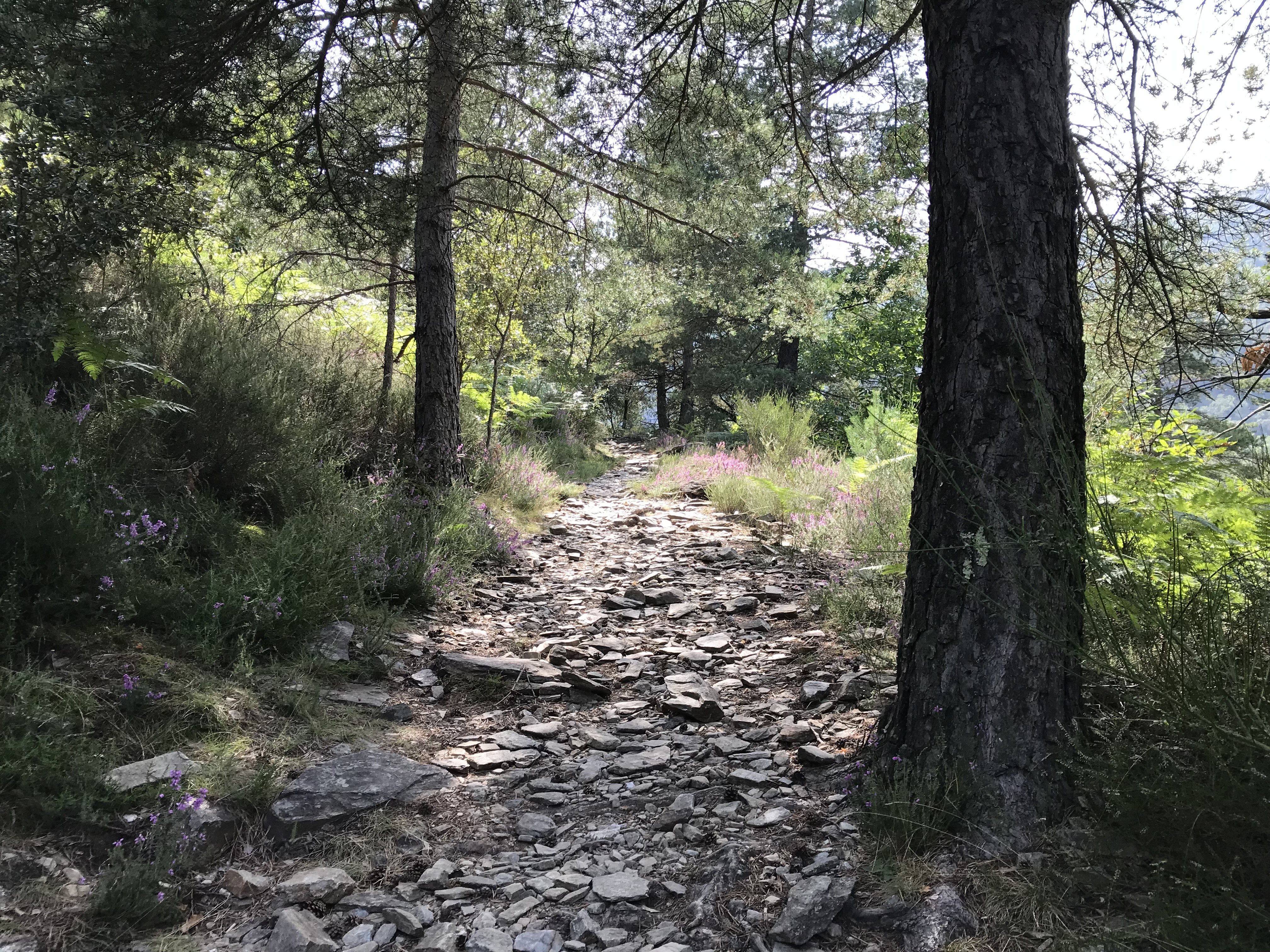
Sentiers des Lauzes à Saint-Melany.

- Église Saint-Mélany de Saint-Mélany.
- Le sentier des Lauzes[23].
- Massif du Prataubérat.

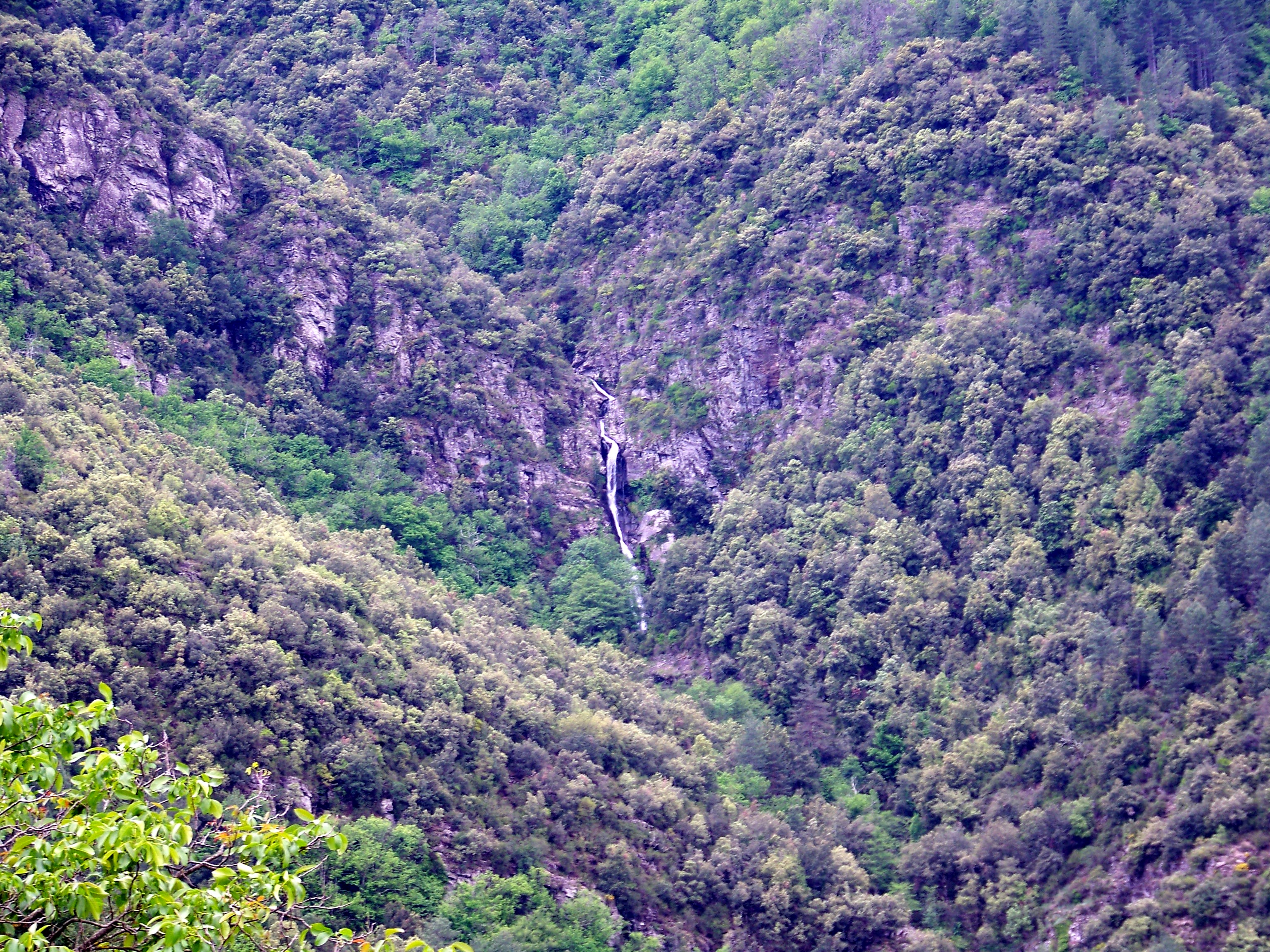
Autour de Saint-Melany.
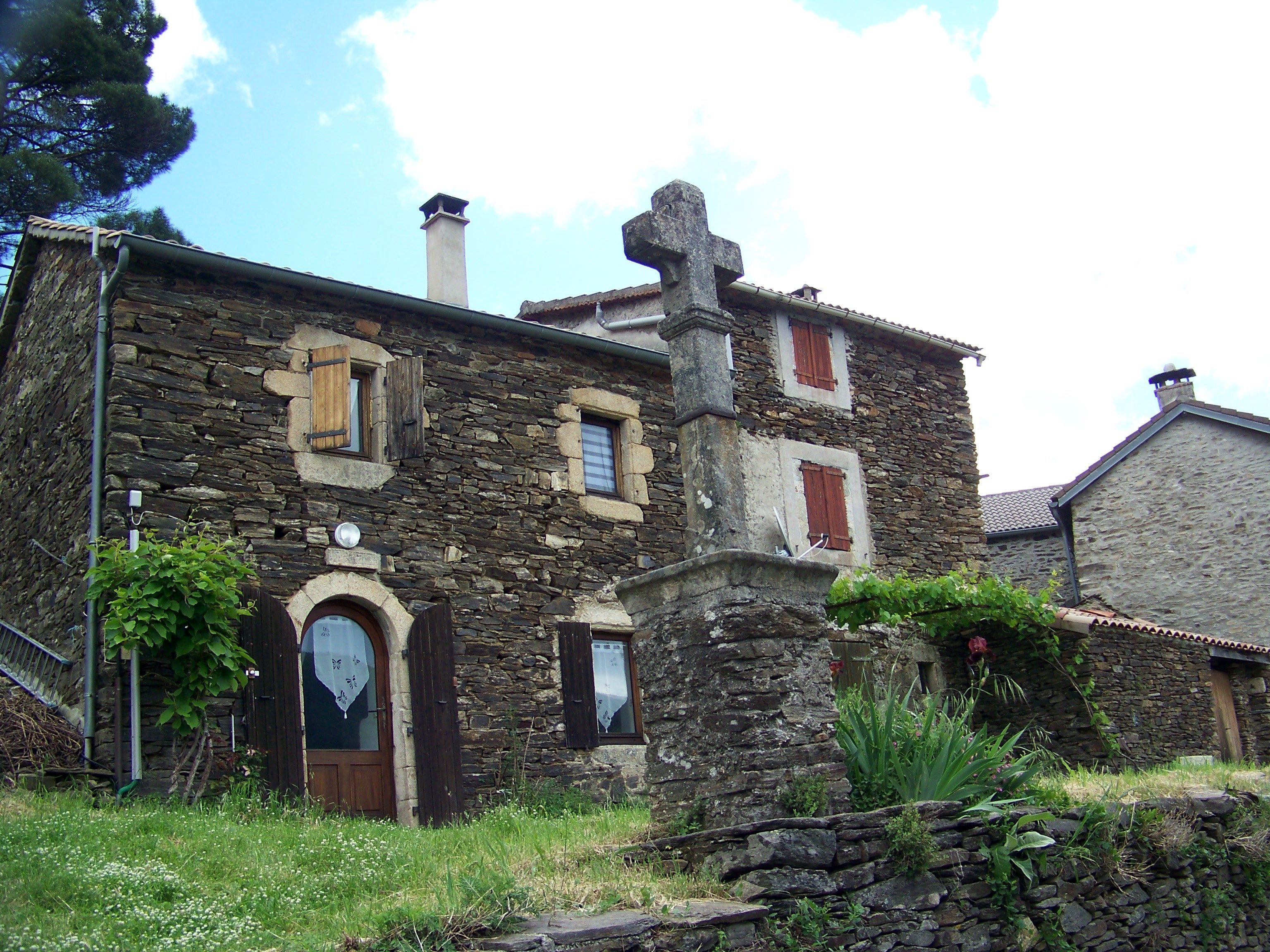
Croix.
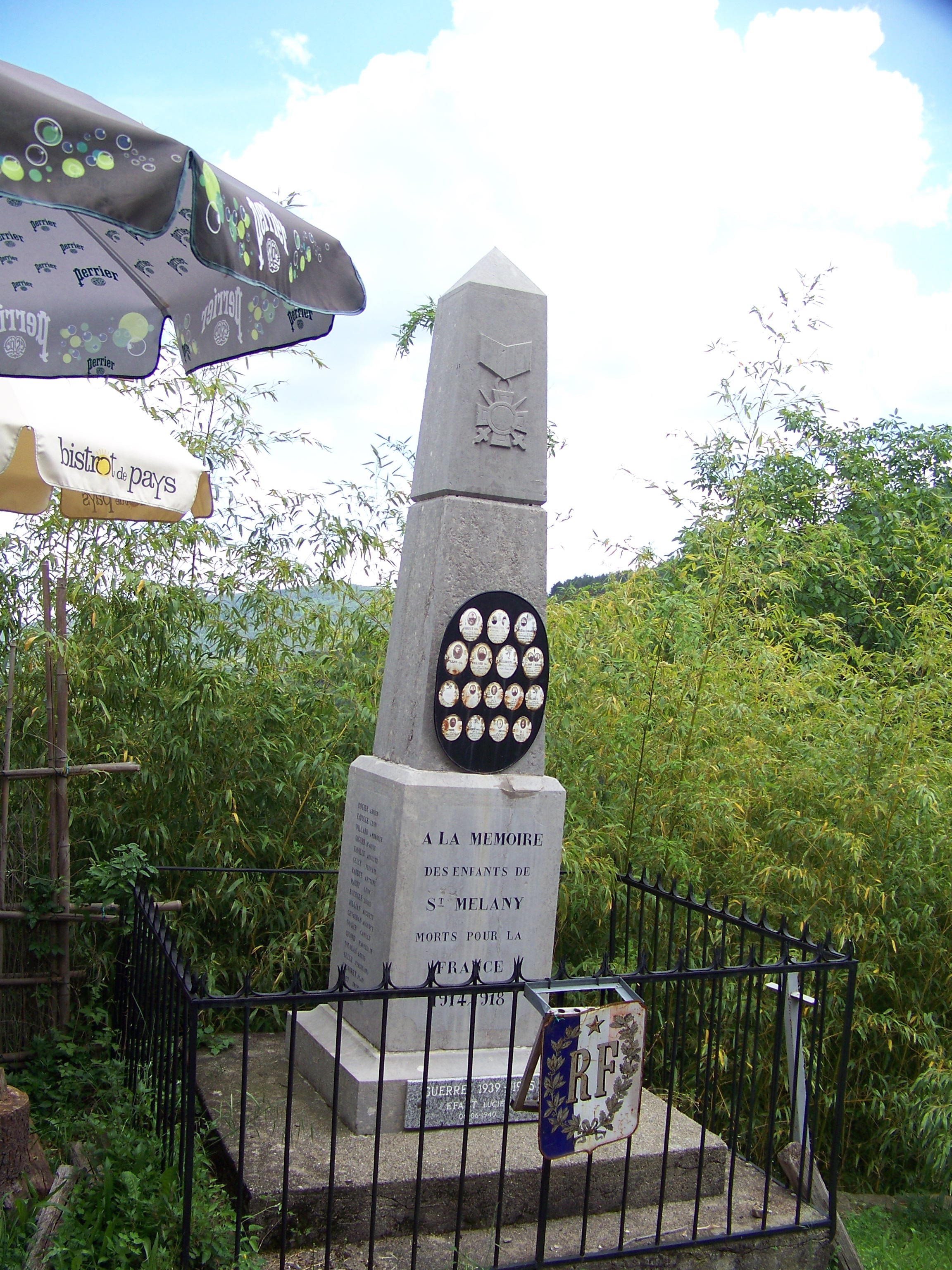
Monument aux morts.
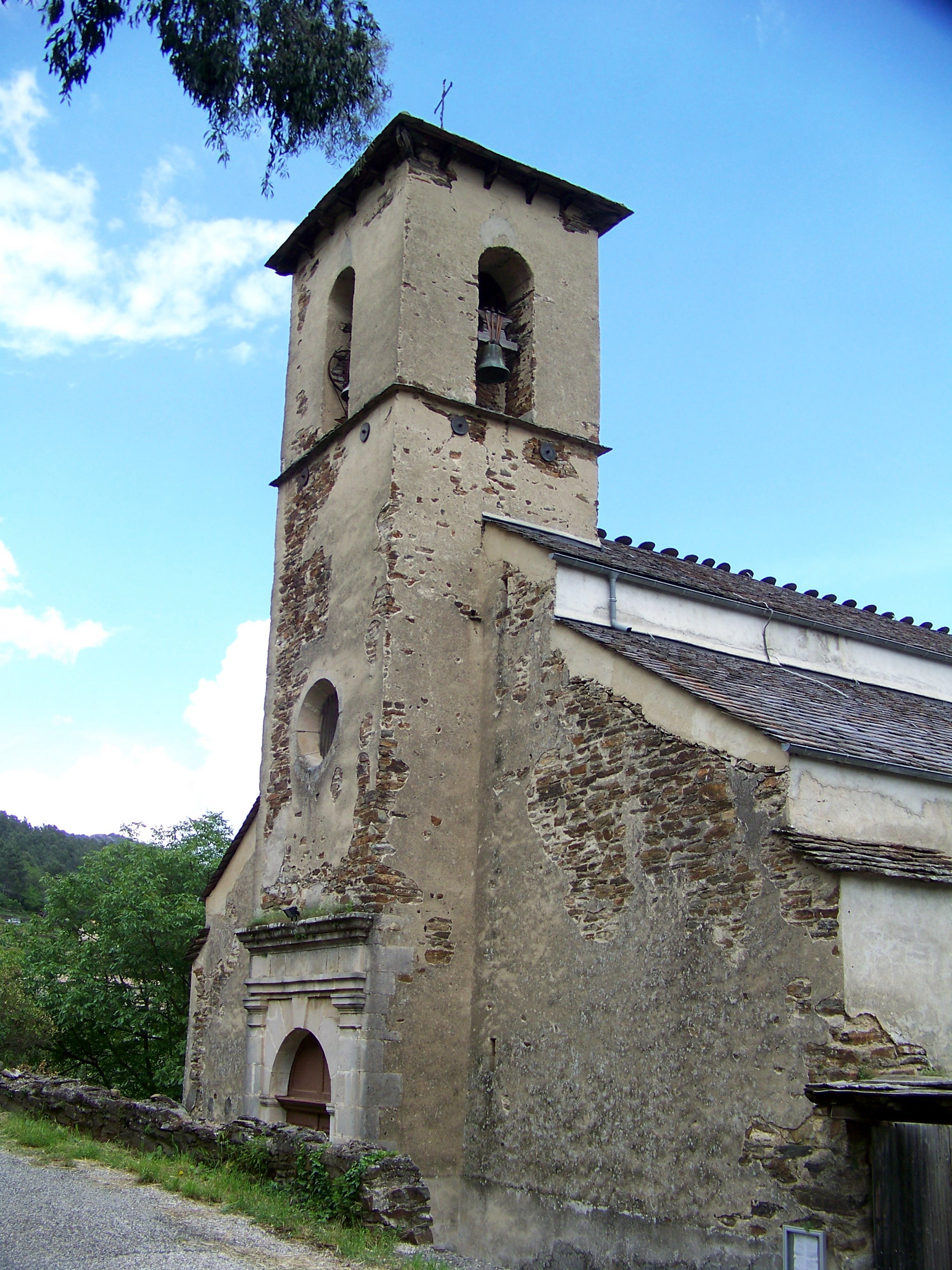
Église.

### Spécialités culinaires
Les spécialités culinaires de Saint-Mélany sont[réf. nécessaire] :
le picodon, fromage de chèvre ;
la caillette, petit pâté de viande de porc, agrémenté d'herbes ;
les marrons glacés ;
le pisadou, gâteau à la châtaigne.

### Patrimoine naturel

#### Espaces protégés et gérés
La commune fait partie du parc naturel régional des « Monts d'Ardèche ».

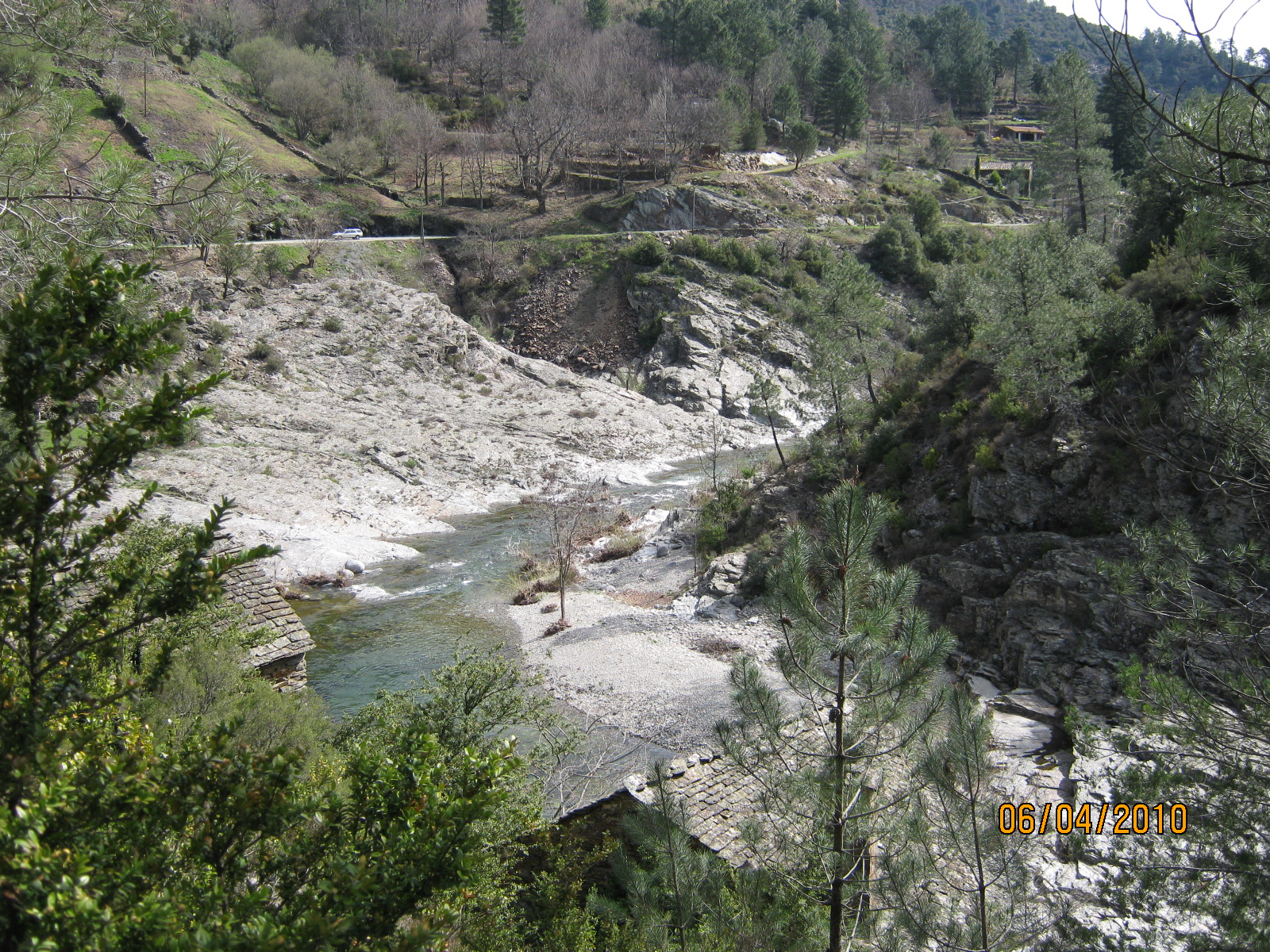
Vallée de la Drobie.

#### ZNIEFF

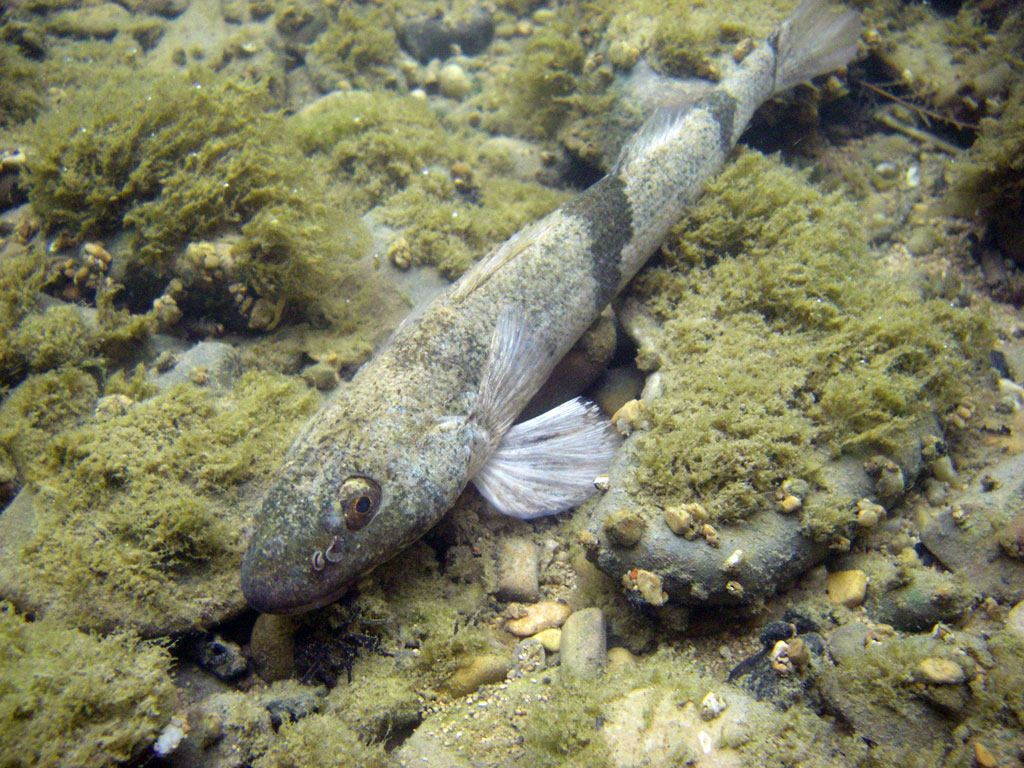
Apron du Rhône
(Zingel asper).

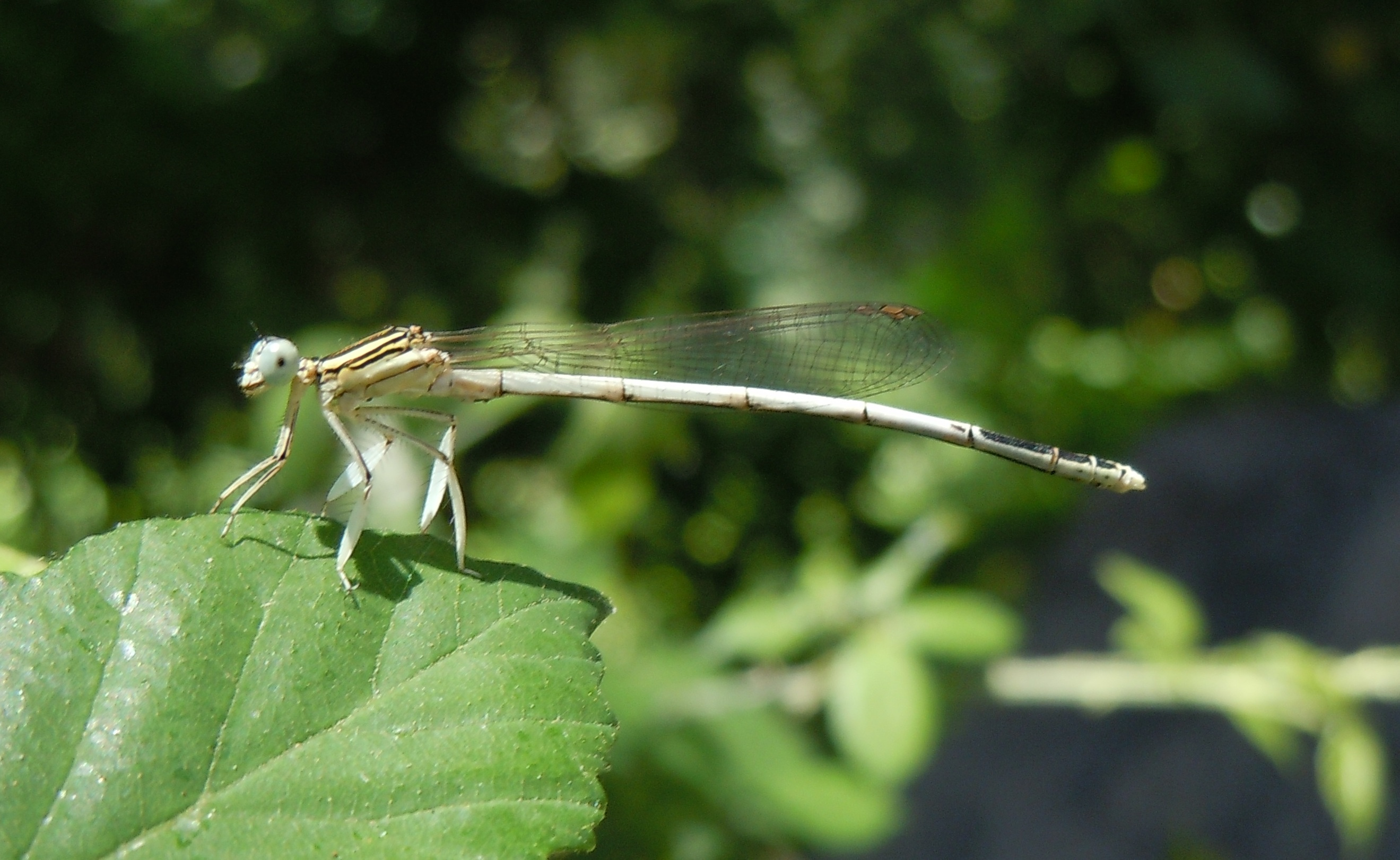
Agrion blanchâtre mâle
(Platycnemis latipes).

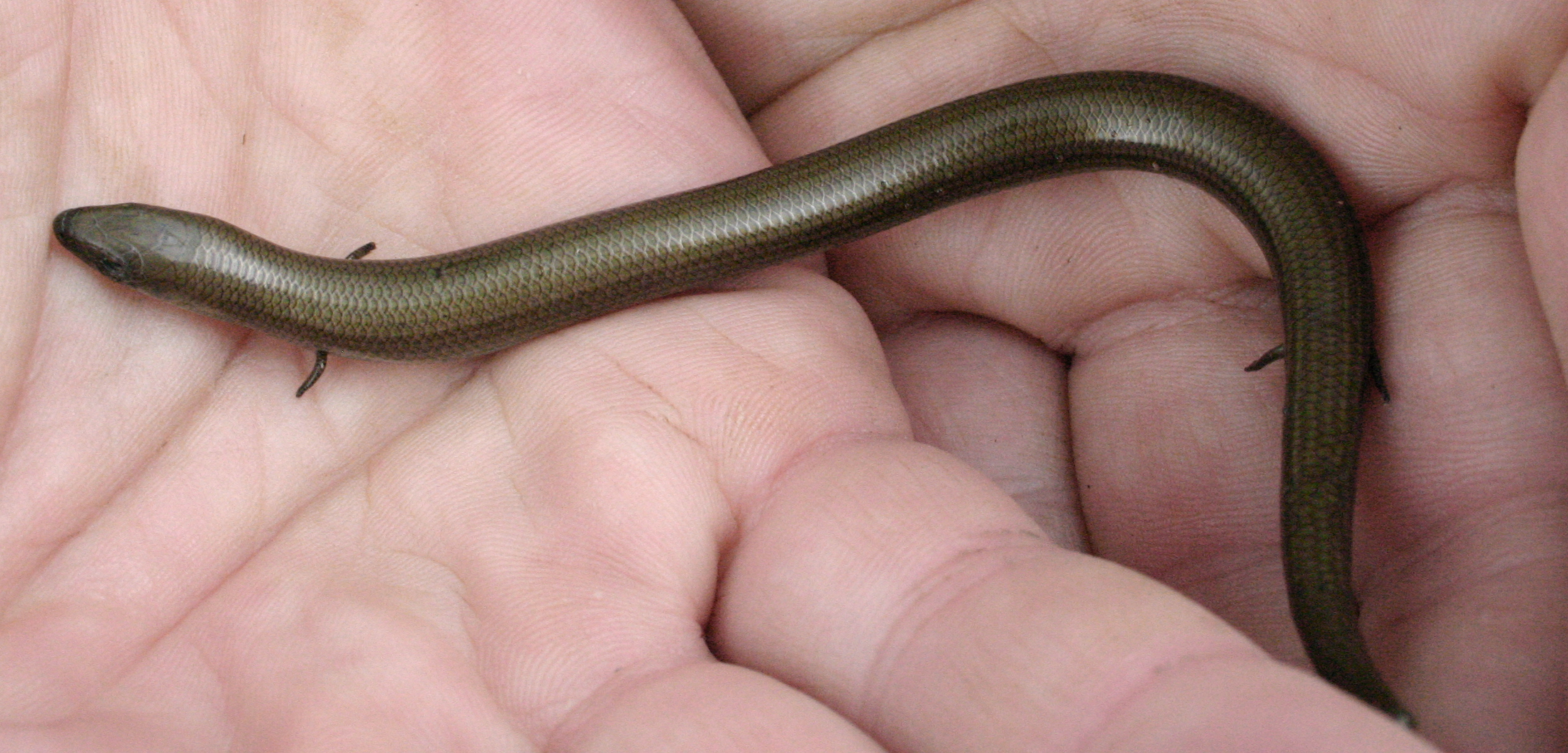
Seps tridactyle
(Chalcides chalcides).

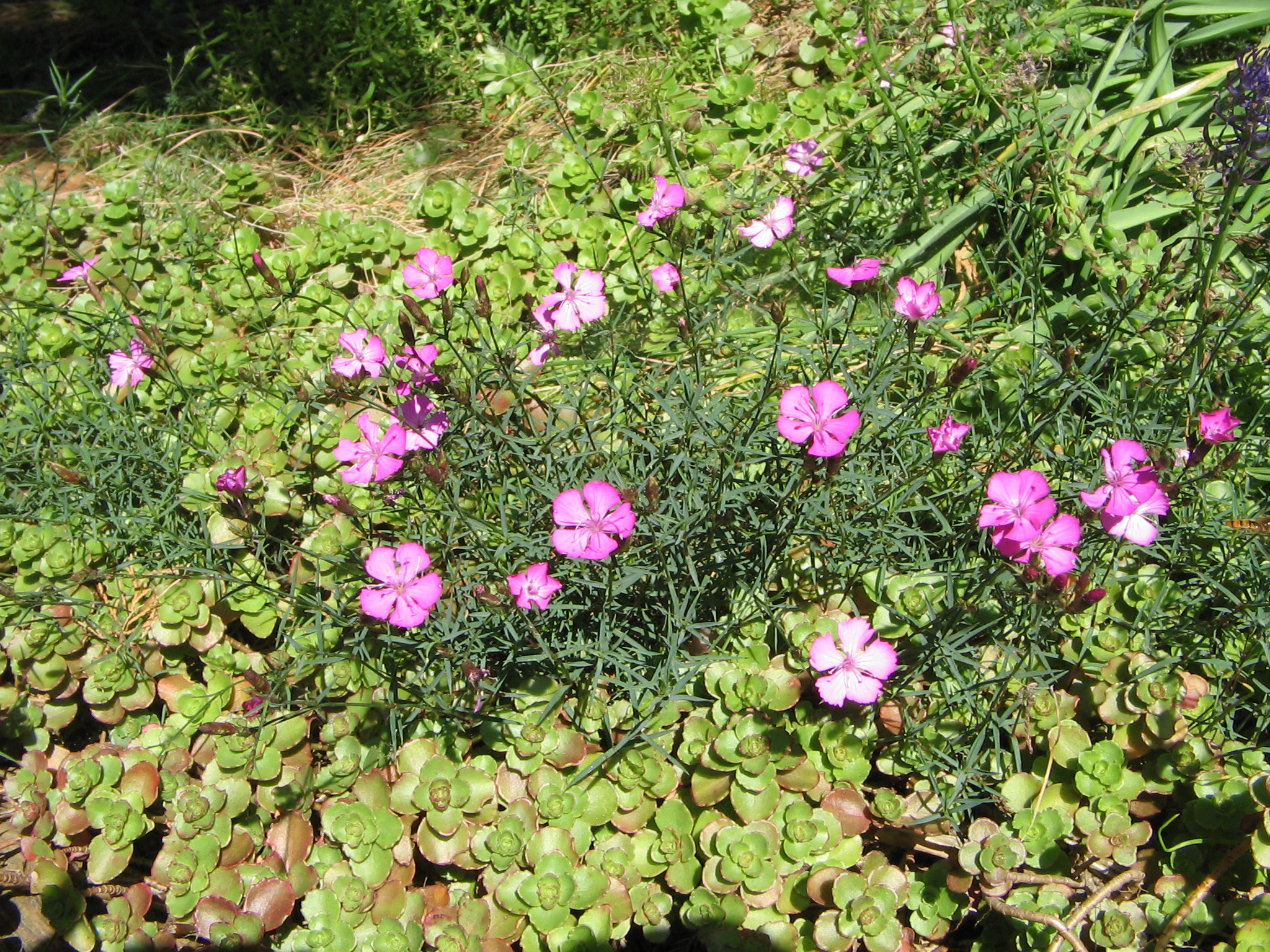
Œillet du granite
(Dianthus graniticus).

- La ZNIEFF continentale de type 2 de l'« Ensemble fonctionnel formé par l’Ardèche et ses affluents (Ligne, Baume, Drobie, Chassezac…) »[25], soit 22 630,21 ha, concerne 61 communes dont Saint-Mélany et vise la rivière Ardèche, ses milieux annexes et ses principaux affluents dont la Ligne, la Baume, la Drobie, le Chassezac. C'est une zone importante, voire essentielle, en tant que zone de passages et d'échanges entre les Cévennes et le piémont méditerranéen, zone d'échange avec le Rhône pour les poissons, corridor écologique fluvial, et zone d'alimentation ou de reproduction pour de nombreuses espèces en plus de celles citées ici. Par ailleurs certaines espèces comme les aigles nécessitent un large territoire.

La basse vallée de l'Ardèche est un rare milieu aquatique dont le fonctionnement n'est pas ou peu altéré. Elle faisait autrefois partie du domaine vital des poissons migrateurs rhodaniens et quelques frayères sont encore utilisées par l'Alose feinte (Alosa agone), espèce maritime classée vulnérable et qui remonte ici par le Rhône pour sa reproduction. Le Schéma Directeur d'Aménagement et de Gestion des Eaux du Bassin Rhône-Méditerranée-Corse tente de rétablir cette fonction de couloir de migration avec l'accent sur les axes Beaume-Chassezac et Ardèche-Rhône, et un intérêt particulier pour la présence d'espèces piscicoles rares ou endémiques du bassin rhodanien, comme l'apron du Rhône (Zingel asper), espèce endémique du bassin Rhône-Méditerranée-Corse et de quelques cours d'eau de Franche-Comté, en danger critique d'extinction.
Le bassin de la basse vallée de l'Ardèche abrite aussi la bouvière (Rhodeus sericeus, qui a une relation de parasitisme réciproque avec la moule d'eau douce), la lamproie de Planer (Lampetra planeri) et la toxostome (Chondrostoma toxostoma, espèce vulnérable), toutes trois espèces elles aussi protégées selon l'annexe II de la directive Habitat, l'annexe III de la convention de Berne et protégées sur l'ensemble du territoire français national.
On y trouve également l'écrevisse à pattes blanches (Austropotamobius pallipes), protégée au titre de la directive Habitat et de la "Protection des écrevisses autochtones sur le territoire français métropolitain, et de nombreuses d'insectes dont des espèces de libellules méditerranéennes très localisées dans la région comme le gomphus de Graslin (Gomphus graslinii, vulnérable), l'agrion bleuâtre (Coenagrion caerulescens), l'agrion blanchâtre (Platycnemis latipes, libellule inscrite sur les deux listes rouges de l'UICN mondiale et européenne), ou la cordulie splendide (Macromia splendens, libellule sur la Liste rouge de l'UICN et protégée selon les annexes II et IV de la directive Habitat, l'annexe II de la convention de Berne, et l'article II de la liste des insectes protégés sur l'ensemble du territoire). Parmi les insectes présents on compte aussi la magicienne dentelée (Saga pedo, une sauterelle) et la cétoine bleue (Eupotosia mirifica, un scarabée).
D'autres résidents notables sont des reptiles et batraciens avec le seps tridactyle (Chalcides chalcides, un petit saurien aux pattes très atrophiées), le lézard ocellé (Timon lepidus, quasi menacé), la coronelle lisse (Coronella austriaca, un serpent), le pélobate cultripède (Pelobates cultripes, un batracien), la rainette méridionale (Hyla meridionalis), l'aigle botté (Hieraaetus pennatus) et l'aigle de Bonelli (Aquila fasciata), l'hirondelle rousseline (Cecropis rufula), voire le percnoptère d'Egypte (Neophron percnopterus, un vautour encore récemment nicheur), de nombreux chiroptères dont le minioptère de Schreibers (Miniopterus schreibersii, une chauve-souris), le castor d'Europe (Castor fiber) et la loutre (Lutra lutra).
Le ciste de Pouzolz (Cistus pouzolzii, protégé sur tout le territoire français métropolitain) et l'œillet du granite (Dianthus graniticus, famille des Dianthus) sont parmi les espèces végétales déterminantes de cette zone.
Cette ZNIEFF inclut la Goule de Foussoubie près de Labastide-de-Virac, un réseau karstique de plus de 23 km de galeries pour une dénivellation de 135 m, situé sur les communes de Vagnas, Labastide-de-Virac et Salavas. Ce karst est de type méditerranéen, creusé dans les calcaires ou les dolomies, de formation ancienne et caractérisé par des phénomènes de dissolution plutôt lents. La faune associée est remarquable et dans certains cas unique : on y trouve un crustacé dépigmenté connu ici dans seulement deux grottes dont celle de la Dragonnière ; un amphipode endémique connu seulement à la grotte du Colombier ; et des espèces endémiques du sud-est du Massif Central, dont un coléoptère inféodé au milieu souterrain superficiel dans les zones spécialementement humides.
Un autre élément déterminant de cette ZNIEFF est la nappe phréatique qu'elle inclut, qui elle-même abrite des espèces remarquables dont des invertébrés aquatiques aveugles et dépigmentés. La famille des Hydrobiidae, petits gastéropodes aquatiques, est la plus nombreuse famille de mollusques continentaux en France et représente une centaine de taxons ; 45 % de ces espèces sont présentes dans les eaux souterraines et notamment les nappes.
- La ZNIEFF  continentale de type 1 des « Vallées de la Beaume, de la Drobie et affluents »[30] concerne 15 communes ardéchoises, dont Saint-Mélany[Note 2], pour un total de 1 218,71 hectares. Elle remplit les mêmes rôles que la ZNIEFF précédente, comme couloir écologique et pour le maintien des relations entre écosystèmes variés. L'essentiel du bassin de la Drobie coule sur des schistes et micaschistes ; la partie amont de la Beaume est faite de granites. Les variations de substrat rocheux, de vitesse du courant et de multiples autres facteurs amènent une très grande diversité de micro-habitats et donc d'espèces. On y trouve de nombreuses espèces présente dans la ZNIEFF déjà citée, ainsi que la spiranthe d'été (Spiranthes aestivalis, une orchidée) et le saxifrage de Clusius (Saxifraga clusii). Les rares prairies sont souvent riches en orchidées, dont l'orchis à fleurs lâches (Anacamptis laxiflora).

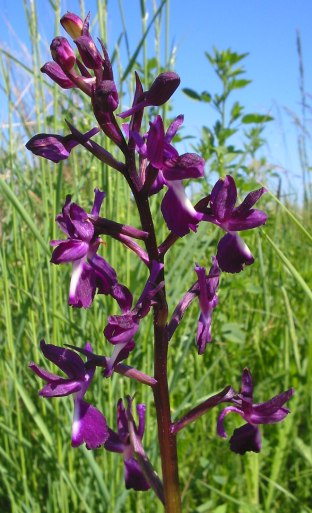
Orchis à fleurs lâches (Anacamptis laxiflora).
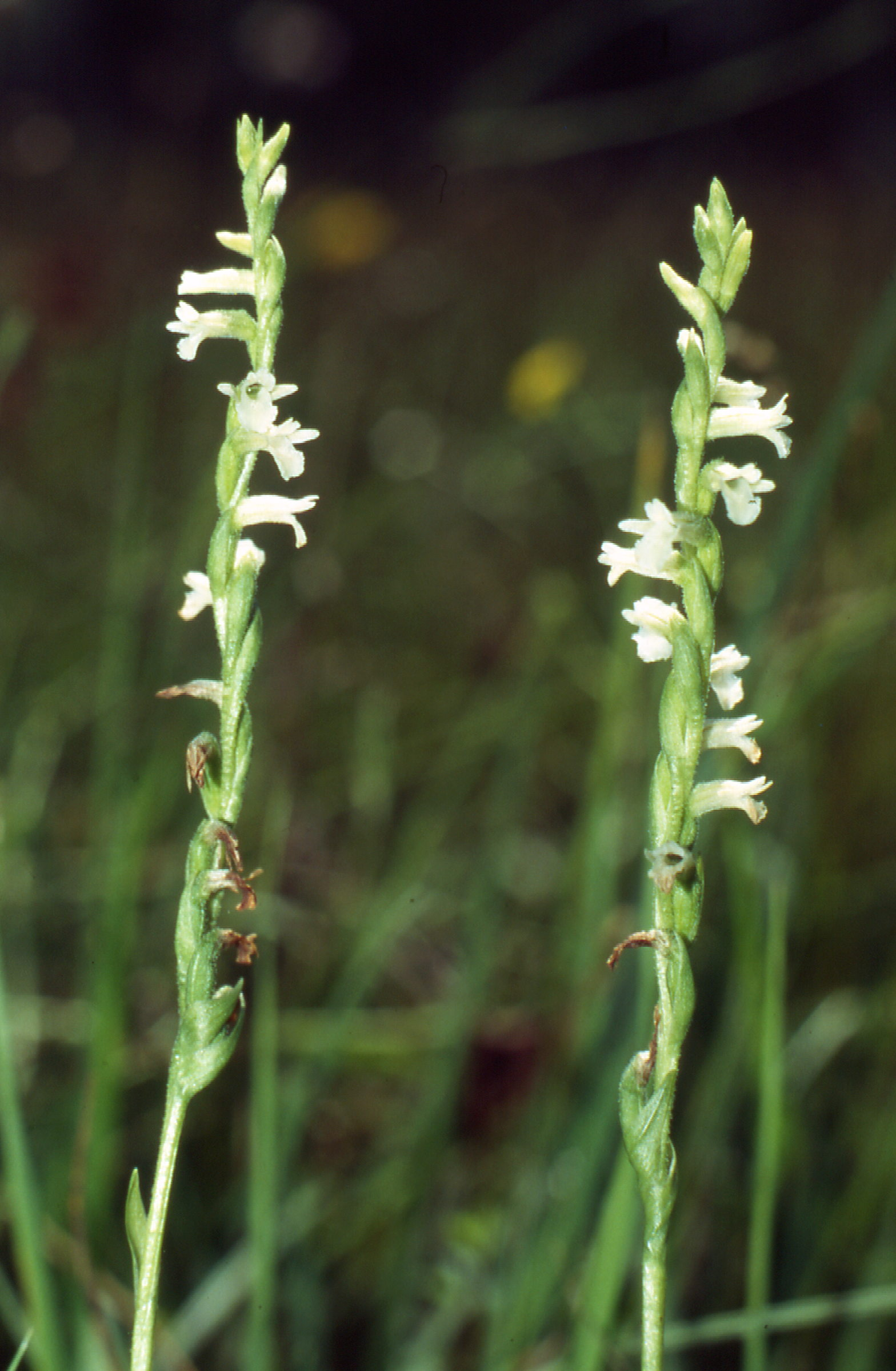
Spiranthe d'été (Spiranthes aestivalis).
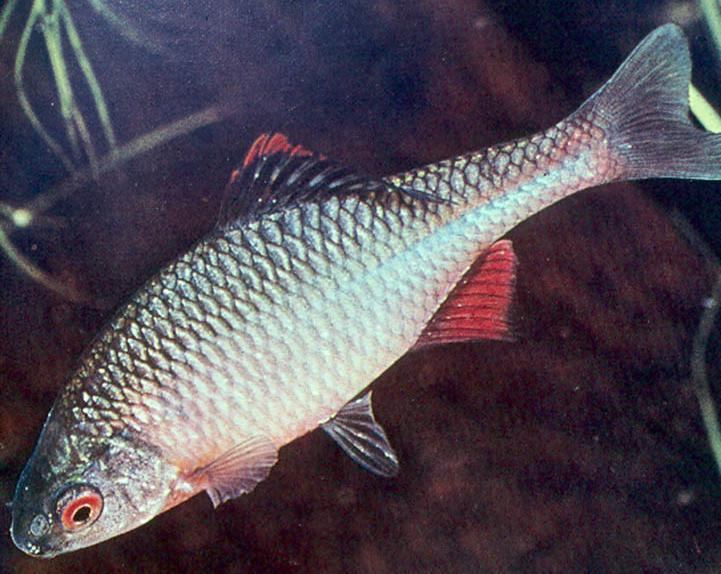
Bouvière (Rhodeus sericeus).
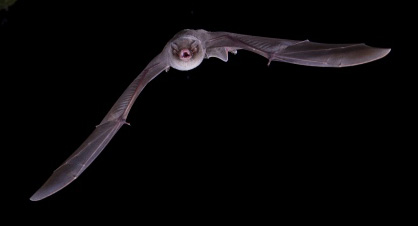
Minioptère de Schreibers (Miniopterus schreibersii).
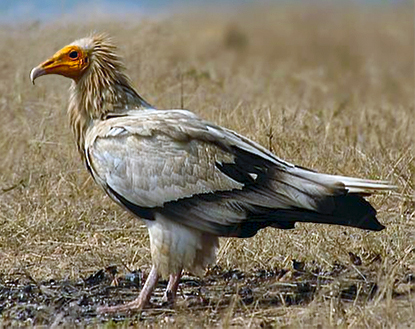
Percnoptère d'Egypte (Neophron percnopterus).

### Héraldique
|  | Saint-Mélany possède des armoiries dont l'origine et le blasonnement exact ne sont pas disponibles. |